# 似白鮈
似白鮈（学名：Paraleucogobio notacantus）为鲤科似白鮈屬的鱼类。在中国，分布于黄河水系、海河水系等。

## 扩展阅读
維基物種上的相關：似白鮈